# Arctic
Arctic è un film del 2018 diretto da Joe Penna.
Il lungometraggio è una coproduzione internazionale tra l'Islanda e gli Stati Uniti d'America e vede Mads Mikkelsen nei panni di un uomo disperso nell'Artico. Il film è stato presentato in anteprima al Festival di Cannes 2018 ed è uscito nelle sale il 1º febbraio 2019.

## Trama
A seguito di un incidente aereo, Overgård è bloccato nel circolo polare artico in attesa di soccorso. Sopravvive usando come rifugio la carcassa del proprio piccolo aereo precipitato e si è costruito una ordinata routine quotidiana che consiste nel controllare le lenze da pesca, mappare l'ambiente circostante, razionare il pescato e far funzionare un segnale di soccorso alimentato da una dinamo a manovella. Un giorno, la sua scorta di pesce viene razziata da un orso polare. D'un tratto, un elicottero risponde al suo segnale e tenta un atterraggio di fortuna per soccorrerlo, ma il peggiorare improvviso delle condizioni meteo lo fanno schiantare al suolo. Il pilota rimane ucciso mentre l'altro passeggero, una donna, è gravemente ferito e alterna costantemente uno stato di parziale veglia all'incoscienza. Overgård cuce e benda la sua ferita sull'addome e la porta sul suo aereo. La ragazza ferita non parla la sua lingua, è immobilizzata, quasi sempre incosciente, e dopo aver compreso che il suo compagno è morto, risponde a Overgård solo stringendogli di tanto in tanto la mano, azione che Overgård le fa compiere anche per prevenire congelamenti.
Overgård ritorna tra i rottami dell'elicottero precipitato e trova del cibo, un fornello a propano, attrezzature mediche, una slitta, una mappa della zona e una foto della donna, del pilota e del loro bambino, che lui le riporta. Sulla mappa individua un rifugio stagionale che sembra essere a pochi giorni di cammino. Quando si rende conto che le condizioni della donna non migliorano, decide perciò di rischiare il viaggio verso il rifugio per cercare soccorso. Lascia indicazioni scritte sulla carcassa del velivolo, assicura la donna alla slitta, e la trascina faticosamente con sé.
Dopo aver superato il punto apparentemente più complesso del percorso, si imbatte in un ripido pendio non indicato sulla mappa. Sale da solo e vede un percorso relativamente sgombro di rocce di fronte a lui, ma, pur tentando per tre volte, non riesce a issare la donna usando le corde. Di conseguenza deve cambiare direzione, il che aggiunge almeno alcuni giorni al viaggio e li porta lungo un percorso più esposto al vento.
Rifugiatisi in una grotta sotto la neve per trascorrere la notte, vengono attaccati da un orso polare attratto dall'odore del pesce. Overgård riesce a scacciarlo utilizzando una preziosa fiaccola di segnalazione. Il giorno successivo, le condizioni della donna peggiorano. L'uomo, vedendo il colorito sbiancato e il suo non rispondere alla richiesta di stringergli la mano, le pone la foto fra le dita e la ricompone nella slitta, per continuare il viaggio da solo. Poco dopo, però, cade in un crepaccio e perde i sensi. Si sveglia in fondo a una cavità con una gamba intrappolata sotto una roccia. Per liberarsi, si lacera severamente la gamba, fermando l'emorragia con la neve. Tornato in superficie e raggiunta la slitta, scopre sorprendentemente che la ragazza non è morta. Sconvolto e chiedendo perdono, la porta di nuovo con sé trascinando la slitta, sempre più stremato.
Ormai esaurite le forze, da un'altura avvista un elicottero atterrato non troppo lontano. Accende l'ultima torcia di segnalazione che, dopo una prima illusione positiva, sembra sventuratamente non attirare l'attenzione dell'equipaggio. Disperato, l'uomo dà fuoco al suo parka e lo agita, ma inutilmente: l'elicottero decolla e scompare dietro una montagna. Esausto e ormai senza più speranza di salvezza, si sdraia accanto alla donna, le prende la mano, la rassicura ma si assopisce con lei chiudendo gli occhi.
Pochi istanti dopo, i capelli dei due si scompigliano e s'intravede l'elicottero che con ogni probabilità sta atterrando alle loro spalle.

## Produzione
Il film è stato girato nel corso di 19 giorni in Islanda. Mads Mikkelsen ha definito il film come il più difficile della sua carriera.

## Distribuzione
Il 12 aprile 2018, il film è stato selezionato per partecipare al premio Caméra d'or del Festival di Cannes 2018. La società di produzione Bleecker Street ha acquisito i diritti per gli Stati Uniti e ha ottenuto i diritti internazionali fuori dal Festival di Cannes.

## Accoglienza
A giugno 2020, il film detiene un punteggio di approvazione del 90% sull'aggregatore di recensioni Rotten Tomatoes, basato su 143 recensioni con una valutazione media di 7,15 / 10. Il consenso critico del sito web recita: "Arctic dimostra che un buon thriller di sopravvivenza non ha bisogno di molto in termini di dialogo per cavarsela, specialmente quando Mads Mikkelsen è quello che sopravvive". Su Metacritic, il film ha un punteggio medio ponderato di 71 su 100, basato su 30 critici, indicando "recensioni generalmente favorevoli".
Nick Allen di RogerEbert.com ha assegnato al film 2,5 stelle su 4, affermando che il dramma "sussiste in gran parte sulla performance muscolare di Mads Mikkelsen". Oliver Jones di The New York Observer ha assegnato al film 3,5 / 4 stelle, definendolo "preciso, onesto e inesorabile". Ha aggiunto che il film "è una di quelle esperienze cinematografiche singolari... per le quali esistono ancora i cinema". David Ehrlich di Indiewire lo ha definito "uno dei migliori film mai realizzati su un uomo bloccato nella natura selvaggia", aggiungendo che "Mads Mikkelsen non ha bisogno di alcun dialogo per offrire la migliore interpretazione della sua carriera".